# Neon Genesis Evangelion (manga)
Neon Genesis Evangelion (新世紀エヴァンゲリオン Shin Seiki Evangelion?) es una adaptación al manga del anime homónimo creada por Yoshiyuki Sadamoto (guion e ilustración) y el cofundador de Gainax Hideaki Anno (trabajo original) publicada por Kadokawa Shoten. Su publicación comenzó en la entrega de febrero de Shōnen Ace en diciembre de 1994 y terminó en junio de 2013. Está compuesto por 96 capítulos o "stages" recopilados en 14 volúmenes. Aunque se publicó inicialmente antes del debut del anime con el fin de promocionarlo, con el tiempo fue rápidamente adelantado por la serie de TV y solo concluyó luego de 16 años después de la película The End of Evangelion.

## Historia
Neon Genesis Evangelion fue creada después de una reunión entre Hideaki Anno y King Records en 1993. Aunque primero se concibió el anime, se anticipó la publicación del manga. La idea era aumentar el interés del público sobre la inminente serie de TV mientras esta aún se encontraba en producción. Debido a varios retrasos, finalmente esta última se emitió el 4 de octubre de 1995, diez meses después del estreno del manga .
Para entonces, la trama del manga de Sadamoto ya había alcanzado la batalla contra Ramiel, arco argumental que luego correspondería a sus tres primeros volúmenes y los seis primeros episodios del anime. Sin embargo, este rápidamente sobrepasaría al manga, al punto de que los stages correspondientes al episodio 8 y al cuarto tomo no serían publicados hasta un año después de haber terminado el anime. Sadamoto continuaría trabajando lentamente en el manga mientras dividía su tiempo junto a otros proyectos, publicando aproximadamente un nuevo volumen (uno de los 12 planeados inicialmente) cada un año y medio.
A pesar de que el manga había estado activo durante más de 15 años, solo se habían publicado 13 tomos. La razón se debe a que mientras la periodicidad aparente era un nuevo stage cada edición mensual de la revista Shōnen Ace, el ritmo real de Sadamoto era irregular. Por ejemplo, pasaron dos años entre la publicación en Japón del volumen cuarto y quinto.
En 2008 se anunció que el manga Neon Genesis Evangelion estaba llegando a su final. En julio de 2009 fue trasladada a Young Ace, una nueva revista seinen de la editorial Shoten. Siguió publicándose hasta la entrega de enero de 2010, cuando Sadamoto paralizó su publicación para poder dedicarse a trabajar de lleno en la película de Rebuild of Evangelion. La edición de diciembre de 2010 de Young Ace anunció que reanudaría en "invierno" (inicios de 2011) y luego la entrega de abril de 2011 anunció que el próximo stage sería publicado el 4 de ese mismo mes.
El 12 de febrero de 2012 se publicó la primera mitad del stage 90, el cual renarró el Tercer Impacto visto en el episodio 26' de The End of Evangelion y es supuestamente el último capítulo. El 2 de mayo de 2012 Kadokawa Shoten anunció que el decimotercer volumen del manga sería publicado el 2 de noviembre del mismo año. En respuesta Anime News Network notó que "ni Sadamoto ni Kadokawa han confirmado que el volumen 13 será el último". Finalmente, en junio de 2013, luego de 18 años de publicación e interrupciones, se publicó el último capítulo de la serie. Posteriormente, se anunció la recopilación del décimo cuarto y último volumen con material original extra para el 20 de noviembre de 2014.

## Diferencias en los personajes
Sadamoto fue el diseñador de personajes para el anime original, bajo la supervisión de Hideaki Anno. Su versión de los personajes difiere ligeramente de sus homólogos del anime.
Shinji Ikari
Los ojos de Shinji son marrones en lugar de gris azulado. En términos de personalidad, es algo menos introvertido, pero posee un marcado odio hacia su padre, hasta el punto de que al disolverse en su EVA (en el episodio 20 de la serie) se imagina a sí mismo asesinándole.
Rei Ayanami
Rei es más humana en el manga, es más conversadora y más cercana a la gente que le rodea, sobre todo a Shinji. Se muestra parte de sus pensamientos y sentimientos (como su relación con Shinji), algo que en el anime solo es sugerido. Rei se reconoce a ella, el EVA-01 y Kaworu constituidos por la misma esencia, aunque distintos debido a los lazos que han formado.
Asuka Langley Soryu
La versión del manga de Asuka no es tan abusiva verbalmente ni tan cerrada como su contrapartida, pero sigue siendo difícil cohabitar con ella. Asuka presenta una imagen de "niña buena" hacia sus superiores, fachada de la que se deshace antes de mejorar su personalidad. Así mismo, sus sentimientos hacia Shinji son más discretos. Junto a todo ello, el padre biológico de Asuka fue un donante de esperma de élite (véase eugenesia), su encuentro con Shinji y sus amigos es diferente, y cae en coma inmediatamente después de ser atacada por Arael.
Kaworu Nagisa
Kaworu es introducido antes en el manga que en el anime, lo que le permite enfrentarse a otro ángel, Armisael, al lado de Rei. Kaworu sigue siendo retratado como un desconocedor de varios aspectos de la interacción social, pero esta vez creando una suerte de alivio cómico que no existe en el anime; a pesar de ello, su presencia es más inquietante. Debido a esto, Shinji desconfía de él, mientras que Kaworu se acerca a él y le enoja que sus afectos no sean correspondidos. Según Sadamoto, la aproximación personal de Kaworu hacia Shinji se debe a haber observado la de Rei hacia el joven Ikari.
Toji Suzuhara
Los diálogos de Toji Suzuhara son traducidos con un pesado acento, imitando el acento de Osaka del personaje original, y su color de pelo es diferente. Es más hostil hacia Asuka que en el anime, llamándola "zorra" en varias ocasiones. Durante la batalla contra Bardiel, Shinji sabe que Toji está dentro del EVA-03 y este muere en lugar de ser gravemente herido.
Ryoji Kaji
Kaji posee mayor trasfondo en el manga, ya que le explica su pasado y aspiraciones a Shinji en un intento de hacerle volver a NERV tras la lucha contra Bardiel. Esta conversación tiene lugar en un sótano y no en su huerto.
Yui Ikari/Unidad 01
En adición a la presencia del alma de Yui en la unidad 01, el aspecto angélico del EVA tiene su propia personalidad, retratada como una versión sin armadura del Evangelion. Este ser se muestra a Shinji y Rei cuando están sincronizados en el EVA, e intenta atrapar a Shinji dentro de la unidad tras la batalla con Zeruel tomando la forma de Yui y aprovechándose del deseo de Shinji de reunirse con su madre.

## Recepción
Tras el éxito del anime, el manga también se convirtió en un triunfo comercial: los primeros diez volúmenes vendieron más de 15 millones de ejemplares y el tomo 11 alcanzó el primer lugar en la lista Tohan, sumando un total de más de 17 millones. El volumen 12 debutó en el puesto número uno en la lista de Oricon al vender más de 600 000 copias.

## Licenciamiento
La serie fue traducida al inglés por Viz, quien afirmó que Evangelion fue el primer manga no invertido (respetando la lectura japonesa de derecha a izquierda) en dicho idioma. En agosto de 2011, Viz anunció que el manga sería publicado en digitalmente a por capítulo a través de su sitio web y su aplicación para dispositivos Apple. Cada stage costaría $ 1 y se publicaría uno por semana.
La serie ha sido publicada en español por las editoriales Norma (España), Ivrea  (Argentina) y en México fue publicada por la extinta editorial Vid quedando incompleta en el tomo 10 y en una versión más reciente, por parte de Panini Manga, la cual fue publicada en su totalidad con 14 tomos. Norma renombró la serie como Neogénesis Evangelion y ha publicado todos los tomos en papel rústico con sobrecubierta. Ivrea duplicó el número de volúmenes al dividir cada tankōbon original en dos publicaciones de cien páginas. Posteriormente publicó simultáneamente una edición "deluxe" fiel al formato y contenido original, cuya serialización ha llegado al tomo undécimo.

## Lectura adicional
- Johnson, Mark L. «Neon Genesis Evangelion». Ex. Archivado desde el original el 23 de mayo de 1998. Consultado el 28 de junio de 2013.
- McCarter, Charles. «Neon Genesis Evangelion: Special Collector's Edition». Ex. Archivado desde el original el 6 de diciembre de 1998. Consultado el 28 de junio de 2013.
- Johnson, Jeremy. «Neon Genesis Evangelion: Book 3:3, 3:4». Ex. Archivado desde el original el 6 de octubre de 1999. Consultado el 28 de junio de 2013.
- Santos, Carlo (28 de junio de 2013). «Neon Genesis Evangelion [Omnibus]». Anime News Network. Consultado el 28 de junio de 2013.